# Toni Wachsmuth
Toni Wachsmuth (* 15. November 1986 in Neuhaus am Rennweg) ist ein ehemaliger deutscher Fußballspieler. Der linksfüßige Abwehrspieler spielte zuletzt beim FSV Zwickau und war von 2019 bis 2023 als dessen Sportdirektor tätig.

## Karriere
Wachsmuth spielte seit 1998 für den FC Carl Zeiss Jena. Im Alter von 17 Jahren rückte er im Jahr 2004 in die erste Mannschaft auf, mit der er 2005 in die Regionalliga und 2006 in die 2. Fußball-Bundesliga aufstieg.
In der Hinrunde der darauffolgenden Saison 2006/07 wurde er zwar nur in drei Spielen kurz vor der Winterpause eingesetzt, überzeugte jedoch mit Einsatzfreude. In der Rückrunde bestritt Wachsmuth 13 von 17 möglichen Partien; der FC Carl Zeiss Jena erreichte am Ende den angestrebten Klassenerhalt.
Mit Beginn der Bundesligasaison 2007/08 wechselte Toni Wachsmuth zu Energie Cottbus. Dort spielte er ein Jahr in der Regionalliga, kam aber nicht in der Bundesligamannschaft zum Zug. Zum Saisonende folgte der Wechsel zum Zweitligaabsteiger SC Paderborn 07. Mit dem SCP gelang ihm der direkte Wiederaufstieg. In den kommenden beiden Jahren konnte er sich allerdings auch aufgrund von langwierigen Knieproblemen in der Zweitligamannschaft nicht etablieren und kam nur auf 18 Einsätze.
2011 verließ er die Paderborner in Richtung des Drittligisten Chemnitzer FC. 2014 wechselte Wachsmuth zum Regionalligisten FSV Zwickau. Mit dem Zwickauern wurde er in der Saison 2015/16 Meister der Regionalliga Nordost und schaffte den Aufstieg in die 3. Liga.

## Nach der aktiven Karriere
Nach Abschluss der Saison 2018/19 beendete Wachsmuth seine aktive Karriere und folgte David Wagner als Sportdirektor des FSV nach. Anfang Februar 2023 wurde er von diesem Posten beurlaubt. Im März 2024 berief der 1. FC Lok Leipzig Wachsmuth zum Sportlichen Berater des Präsidiums. Seit 1. Juli 2024 ist er als Geschäftsführer Sport des Clubs tätig.

## Erfolge
- Aufstieg in die Regionalliga Nord mit Carl Zeiss Jena 2005
- Aufstieg in die 2. Bundesliga mit Carl Zeiss Jena 2006
- Aufstieg in die 2. Bundesliga mit dem SC Paderborn 2009
- Aufstieg in die 3. Liga mit dem FSV Zwickau 2016

## Privates
Sein zwei Jahre älterer Bruder Dirk (* 1984) ist ebenfalls als Fußballer aktiv. Bereits während seiner aktiven Karriere schloss Wachsmuth ein Studium des Sportmanagements ab.